# Manota crassiseta
Manota crassiseta är en tvåvingeart som beskrevs av Loïc Matile 1979. Manota crassiseta ingår i släktet Manota och familjen svampmyggor. Inga underarter finns listade i Catalogue of Life.